# للحب فرصة أخيرة (مسلسل)
للحب فرصة أخيرة مسلسل درامي، مصري من إنتاج سنة 2018. المسلسل من إخراج منال الصيفي، وتأليف شهيرة سلام، ومن بطولة داليا البحيري، وفراس سعيد، وأمل رزق، أميرة العايدي وهبة الأباصيري.

## القصة
- محمود وليلى يتقابلان في العمل فيقع كل منهما في حب الأخر ولكن هذا اللقاء جاء متأخرًا، فكل منهما ملتزم بالعديد من الواجبات تجاه أشخاص آخرين في حياتهما، لذلك تظهر العديد من العقبات أمام هذا الحب، بالإضافة إلى وجود العديد من علاقات الحب والعاطفة حولهما.[4]

## طاقم التمثيل
- داليا البحيري[5]
- فراس سعيد
- أمل رزق
- هبة الأباصيري
- أميرة العايدي
- هند عبد الحليم
- عمرو عابد
- مراد مكرم
- إيفا
- حنان يوسف
- عزة بهاء
- أحمد يحيى
- رضا حامد
- سارة نخلة
- طلعت الشريف
- محمود عزت

## إنتاج
- كتب شهيرة سلام قصة وسيناريو مسلسل، وكان مسلسل من أخراج منال الصيفي وإنتاج كامل أبو علي.